# キリストの地獄への降下

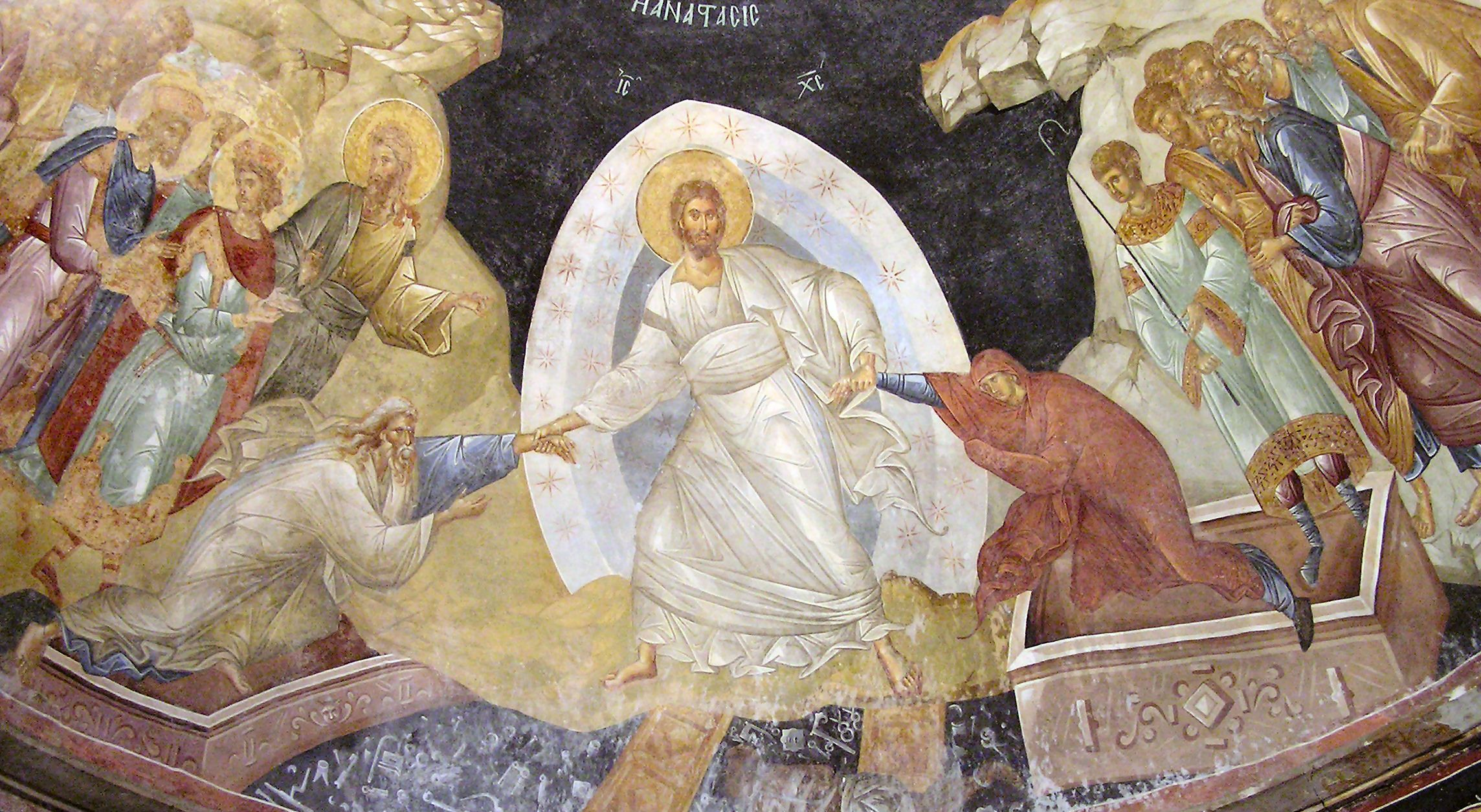
フレスコ画イコン『復活』。現在はカーリエ博物館となっている、ホーラ（コーラ）修道院の聖堂内、湾曲した天井に描かれている。主ハリストス（キリスト）がアダムとエヴァの手を取り、地獄から引き上げる情景を描いたもの。このハリストスの地獄降りのイコンが、正教会においては復活大祭のイコンとして定着している。

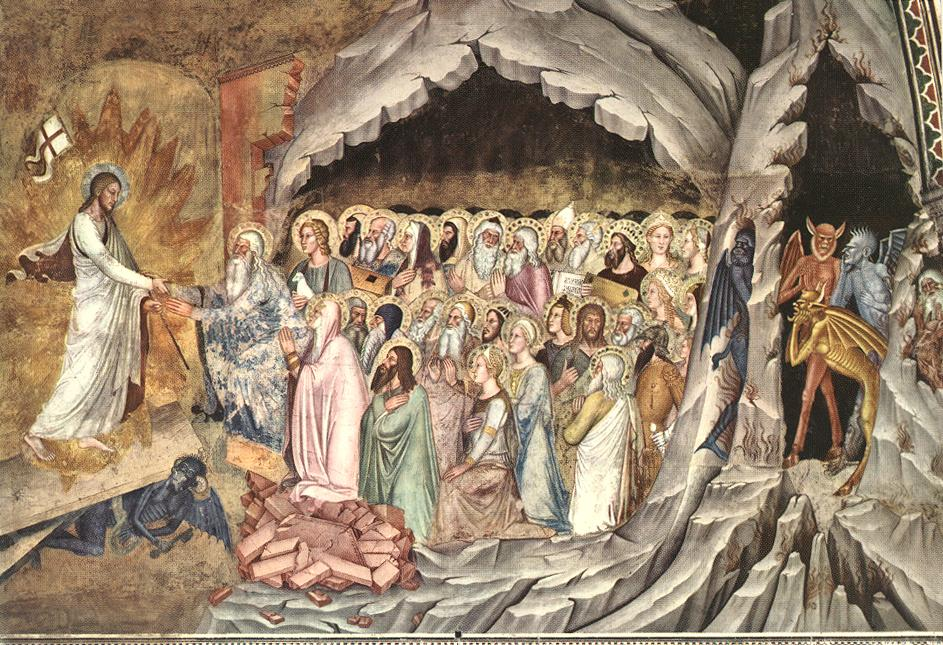
『辺獄へのキリストの降下』（画：Andrea di Bonaiuto、1365年 - 1368年の間）。地獄降下とは辺獄への降下を意味するという、中世ローマ・カトリックにおける最も一般的な解釈により描かれている。

キリストの地獄への降下（キリストのじごくへのこうか、ギリシア語: Κάθοδος του Χριστού στον Άδη, ラテン語: Descensus Christi ad Inferos, 英語: Descent into Hell, ドイツ語: Höllenfahrt Christi, ロシア語: Сошествие Христа в ад）とは、キリストが死後地下にある死者達の国（地獄、黄泉、陰府）を訪れたとキリスト教において信じられている事柄。
特にペテロの手紙一 3:19が聖書に記されている箇所として言及されるほか、同じくペテロの手紙一 4:6、またエフェソの信徒への手紙 4:9にも記されているとされる。現代聖書学の場面では、同聖書箇所を地獄降りの根拠とする解釈を認めないのが通説とされるが、正教会においては現代でも同聖書箇所をハリストス（キリスト）の地獄降りの根拠とする。
本概念の呼称としては単に「地獄降り」「地獄降下」とも言われるほか、「陰府降下」「黄泉降下」「黄泉降り」といったものがある。これは、キリスト教においてギリシア語: ᾍδης（古典ギリシャ語再建音: ハデース、現代ギリシャ語転写: アディス）の訳語に、「地獄」「陰府」「黄泉」「冥府」「ハデス」など複数のバリエーションがあることを反映するものである。
サタンの力を砕き、サタンが虜にしていた義人たちを解放したという解釈においては、地獄降下は地獄の征服（英語: harrowing of hell）と呼ばれることも多い。
言及される聖書の箇所および大枠の理解においては教派を超えて共有されている部分もあるが、教派ごとに見解の差があるため、ここでは教派ごとに見解をまとめるかたちで詳述する。

## 正教会

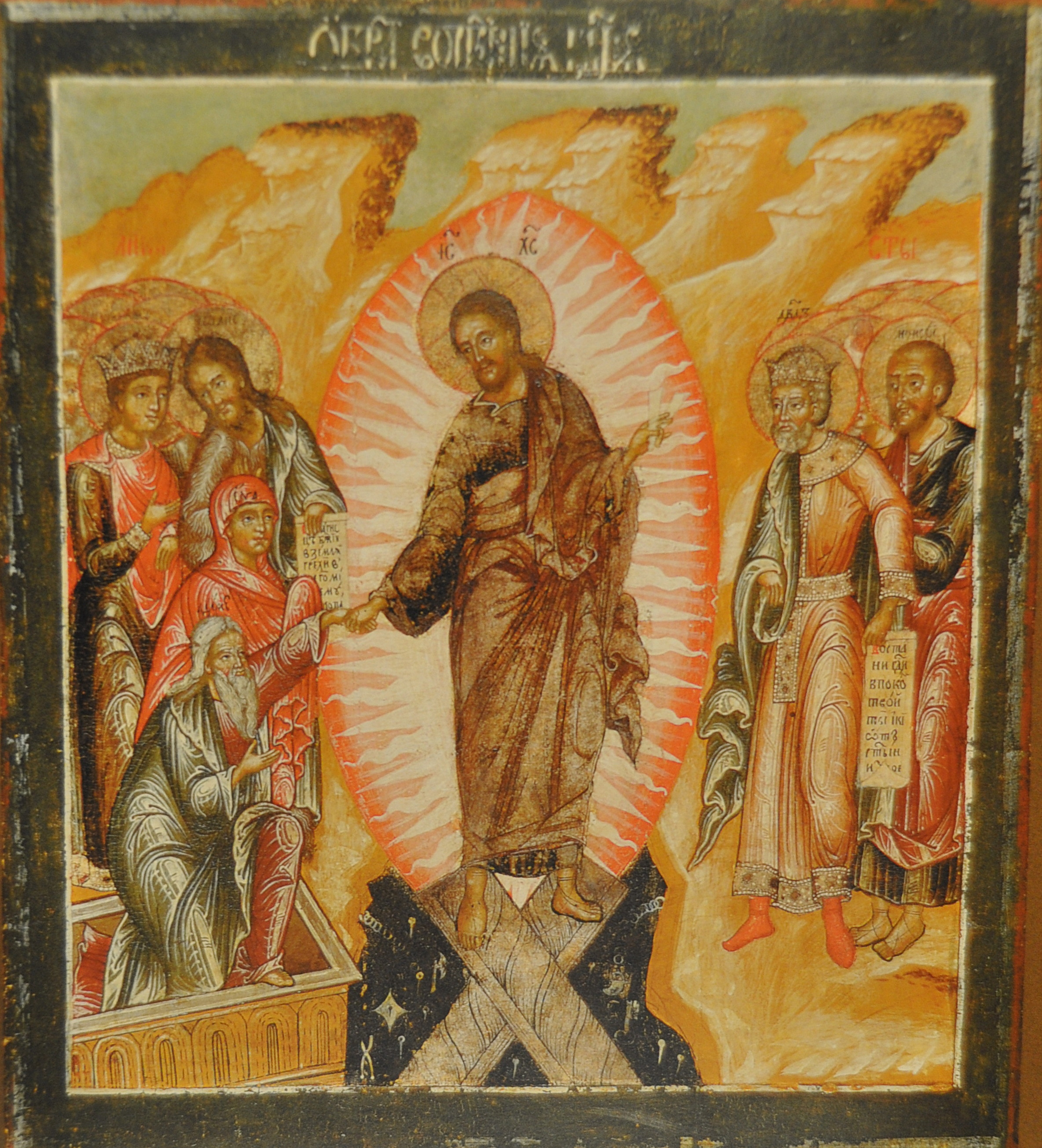
『復活・地獄降り』のイコン（18世紀ロシア）

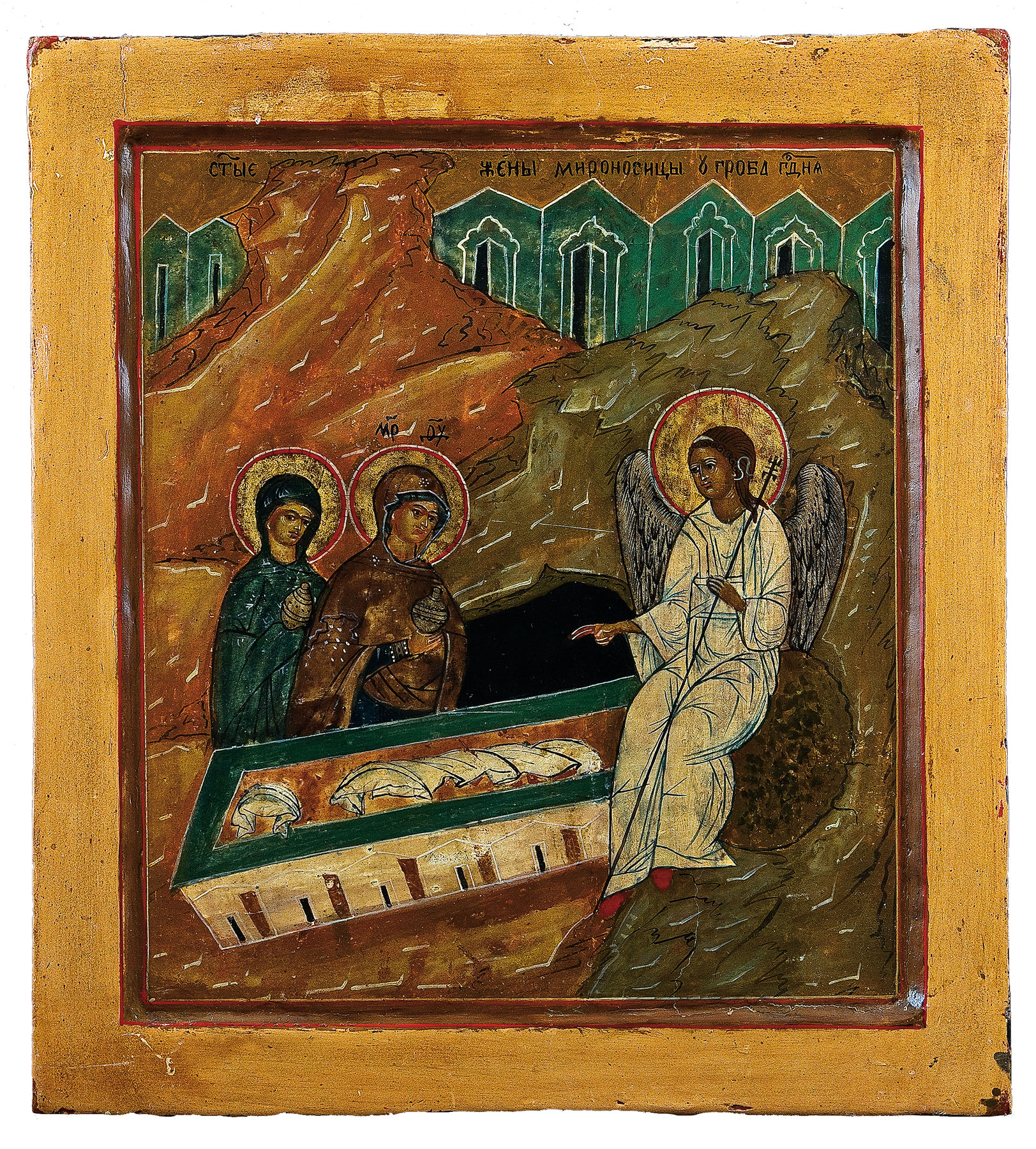
携香女が墓に来た場面を画いたイコン（17世紀ロシア）

正教会において、イイスス・ハリストス（イエス・キリスト）が十字架で死んで埋葬されてのち、靈（たましい）にて地獄に降り、地獄に居た義人を解放して天国に入らせたことが信じられている。聖書箇所としてはペトル前書 3:19、同ペトル前書 4:6、エフェス書 4:9が挙げられる。

### 地獄降りのイコン＝復活のイコンの一つ
正教会の復活のイコンにおいて主流とされるタイプは2つある。
- 地獄降り
- 墓に香料を持ってきた女（携香女；けいこうじょ）と、空の墓、および天使が画かれたもの（マタイによる福音書 28:1 - 7, マルコによる福音書 16:1 - 8, ルカによる福音書 24:1 - 8 参照）

『地獄降り』のイコンは肉体におけるハリストスの復活に先立つものとして画かれ、主の体の復活に次ぐものとして携香女たちが墓に来た姿が画かれており、この二つのイコンが互いに補完し合っている。すなわち、地獄降りのイコンは復活（復活大祭）のイコンとして扱われている。
『地獄降り』のイコンにおいては、イイスス・ハリストス（イエス・キリスト）は白色もしくは金色の服をまとった姿で画かれており、地上における衣服と異なるさまは、地上での活動と異なる型としての、神性の光・復活の光をハリストスが発していることを示している。ハリストスは破って開けた地獄のドアを踏みつけ、地獄の力を象徴する鎖、鍵、釘は粉々になっており、多くの場合ドアの下にはサタンが画かれている。ハリストスの左手にはペトル前書の内容と一致した復活の説教の巻物か、もしくは死に対する勝利のシンボルとしての十字架がある。右手は墓からアダムを助け起こしているが、これは独りアダムだけを解放することを意味するにとどまらず、信を持ちつつ救世主の到来を待ち望んでいた人々を解放することを意味している。アダムとエヴァの他に、図像の左右には旧約聖書の義人達が画かれる。別のタイプのイコンでは、ハリストスは両手それぞれで、アダムとエヴァを引き上げているように画かれる。
福音書および正教の伝承はハリストス（キリスト）の復活の瞬間について沈黙しているため、伝統的にハリストスの復活の瞬間については正教会はイコンに画いて来なかった。ハリストスが復活して墓から出る場面を画いたイコンは正教会にも無いではないが、西方教会の影響を受けた所産であるとされる。

### 祈祷書
正教会の各種祈祷書にも、地獄降りにかかる理解が述べられている。

### 教え
正教会において、ハリストス（キリスト）の地獄降下は、贖罪、和議と結びついている。アダムは背反の罪のために死んだため、ハリストスはアダムと同じ深所まで手を伸ばさなければならなかったとされる。ハリストスの地獄（ハデース、アディス）への訪れは、卑下の極致であり光栄の始めであった。ハリストスは地獄の上に勝利を告げているが、この勝利の声は復活大祭における勝利の声と重なるものであり、肉体の復活・ハリストスの復活の光栄と切り離せないものであるとされる。
地獄降下はまた、ハリストス（キリスト）の謙遜の最終段階でもあったとされる。ハリストスの地獄降りにより、地の泥沼、毒物、汚物の最深所を持ち上げ、天にアクセスする道を全人類に開き、旧いアダムを解放して罪・闇・死の奴隷となっている全人類を解放し、ハリストスと一致して結びつく人々が新しい生命となる基礎を据え、人類の再生・刷新をもたらしたとされる。
地獄降りは主に聖大土曜日に記憶される内容であるが、この内容のイコンが復活祭のイコンとして定着していることは、このイコンが死者のこれからの復活の預象としてのニュアンスを含むものであることを示しているとも捉えられる。

### 教父による言及
8世紀の教父で神学者のダマスコのヨハネはキリストの地獄降りについて『正統信仰の解説』で次のように言及している。
[キリストの]魂は神格化されてハデスに降ったが、それは、地上の人々のために正義の太陽が昇ったように、地の下で死の闇と影の中に座する人々に光をもたらすためであった。それは、地上の人々に平和の知らせを、また、盲人に視力を与えたように囚人に解放の知らせを、また、永遠の救いの創始者を信じる人々には永遠の救いの創始者となり、信じない人々には不信仰の非難となったように、ハデスの人々にも同じようになられたためであった。すなわち、天にあるもの、地にあるもの、地の下にあるもののすべてが、彼にひざまずくためであった。このようにして、世々縛られていた人々を解放した後、彼はすぐに死人の中からよみがえり、復活の道を私たちに示されたのである。—『正統信仰の解説』第3巻29章。

## 西方教会
西方教会において、キリストの地獄への降下（陰府降下）は使徒信条、アタナシオス信条に表明されている。
しかし現代の西方教会においては（各種信条において該当する明文を持たない東方教会が現代も強力に地獄降下の教えを保持しているのとは対照的に）、信条化されている教えであるにもかかわらず、その解釈が非神話化される傾向がある。キリストの陰府降下は死の現実性・悲劇性を象徴するものとして捉えなおされてきたほか、現代に至っては陰府の世界でのキリストの死者に対する救いという伝統的解釈は排除される傾向にある。

### カトリック教会
カトリック教会は、陰府降下を、かつては辺獄（古聖所, limbus patrum）にいる義人の霊魂を解放して天国に導くための行為であったと解釈するのが最も一般的であったが、そもそも現代のカトリック教会においては、辺獄の教えそのものにカトリック教会内で疑問が出されている。カトリック教会においてはイエズスは煉獄に行き、そこに閉じ込められていた魂を解放した、と理解する者も居た。
しかし、カトリック教会においても、西方教会に共通する、キリストの陰府降下についての「非神話化の傾向」が顕著である。
教皇ベネディクト16世は、神学教授時代に、キリストの陰府降下を「孤独」への降下であるとし、「キリストがわれわれの究極的孤独の門を通り抜けたこと、その受難においてわれわれの見捨てられた存在の深淵にいること」を象徴するとした。カール・ラーナーは陰府降下を実存論的観点から捉えなおし、「陰府への降下」の教理はイエスの死がわれわれの死に囲まれた生の現実に連帯したことを意味すると述べている。

### プロテスタント
キリストの陰府降下を死の現実性・悲劇性を象徴するものとして「非神話化」する傾向は、既にルター、ツヴィングリ、カルヴァンにみられる。ルター派の和協信条においては、キリストの黄泉降下はキリストが死とサタンの力を滅してすべての義人を地獄から解放するための行為と捉えたが、カルヴァン主義では、「キリストが十字架上で信徒に代って経験した深刻な苦悩の表現」と捉えられた。
現代プロテスタントの神学者も「受難の悲劇性の徹底的深み」として陰府降下を捉えるなど、「非神話化」の傾向を受け継いでいる人々もいるが、一方では聖書を文字通り解釈し、キリストは文字通り陰府の死者の世界に下られたと考える人々も多い。
キリストが下ったのは、地獄ではなく陰府であり、陰府と地獄は別の場所と考える人々もいる。米国テレビ伝道の先駆者レックス・ハンバード牧師は、「イエスが行ったよみは地獄とは別の場所だ」と説いた。　メシアニック・ジュー（イエスを救い主と信じるユダヤ教徒）も、「主は地獄にくだり」の表現は非聖書的とし、イエスは「シェオル」（よみ）にくだられたと告白する。
米国神学者ウェイン・グルーデム（米国福音神学会会長）は、米国でよく使われている使徒信条に「主は地獄（hell）に下り」とあるのは誤りであり、聖書的には「主は陰府(hades)に降り」とすべきとして、「主は地獄には下らなかった：使徒信条ではなく聖書に従おう」と題する論文を著している。　また陰府と地獄は別の場所との理解に立ち、キリストは陰府降下と陰府での福音宣教を通して死者に「死後の回心の機会」を与えたとし、「セカンドチャンス論」（死後にも回心の機会が与えられるとする説）を説く人々もいる。